# ベニマシコ
ベニマシコ（紅猿子、突厥雀、Carpodacus sibiricus）は、スズメ目アトリ科ベニマシコ属に分類される鳥類の一種である。また、ベニマシコ属唯一の種でもある。

## 分布
日本、中国、カザフスタン、北朝鮮、韓国、ロシアに生息する。
日本では夏鳥として北海道、青森県下北半島で繁殖し、冬鳥として本州以南へ渡り、越冬する。

## 生態

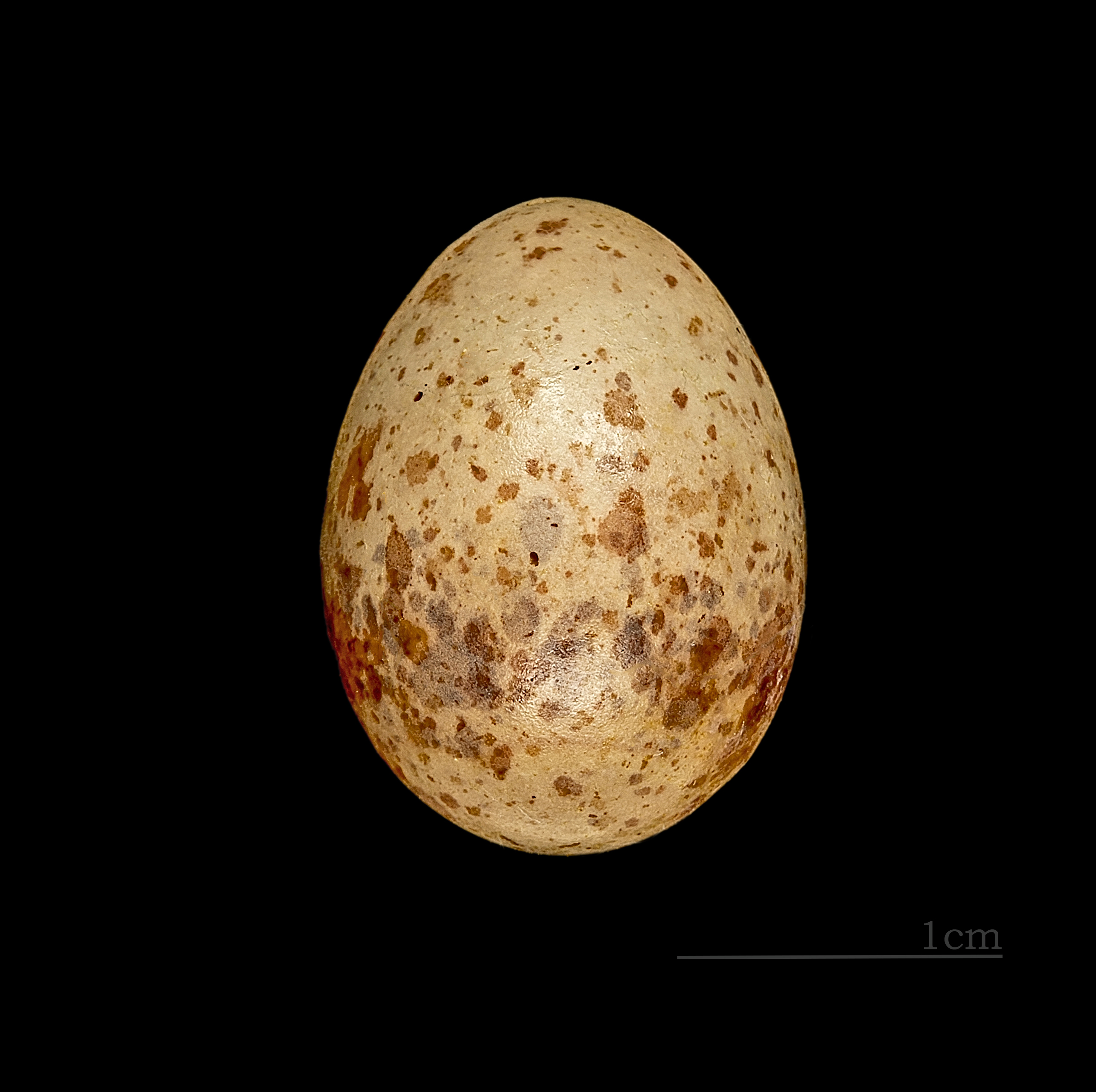
Uragus sibiricus

繁殖地では、低木が点在する草原や湿原、海沿いの低木林などで生活する。4-10月に見られる。
平地の海岸、川、沼の藪のある草原や湿原などに繁殖する。
枯れ葉や花の穂などを材料に、椀形の巣をつくる。5-7月に淡い緑褐色に暗色の斑のある卵を3-4個産む。
越冬期は、丘陵や山麓の林縁や草原、河原などで生活する。10-4月に見られる。

### 食性
繁殖地では、地上や樹上で昆虫などを捕食している。
越冬地ではイネ科やタデ科の草の実を啄んでいる。

### 鳴き声
地鳴きは、ピッポッ、ピッポッまたはフィー、フィー。
囀りは、フィー、チリチィチョ、チィチョ。

## 形態
全長約15 cm、翼開長約21 cm。ほぼスズメと同寸。
嘴は丸みを帯びて短く、肌色をしている。
雄は全体的に紅赤色を帯び、目先の色は濃い。夏羽は赤みが強くなる。頬から喉、額の上から後頭部にかけて白い。
また、背羽に黒褐色の斑があり、縦縞に見える。
雌は全体的に明るい胡桃色で、頭部、背、喉から胸、脇腹の羽毛に黒褐色の斑があり、全体に縞模様があるように見える。
|                  |                  |                            |
| オスの個体。日本 | メスの個体。日本 | 草の実を捕食するメスとオス |

## 名称
学名「Uragus sibiricus」のUragusはギリシャ語で「後衛隊長」、sibiricusはロシア語の「シベリア」の意。
和名の「ベニ」（紅）はその名の通り体色が赤いため。
「マシコ」は猿子と書き、猿のことで、猿のように顔が赤いため付けられた。この「マシコ」は赤い顔をしているアトリ科の鳥につけられている。

## 種の保全状況評価
日本の以下の都道府県で、以下のレッドリストの指定を受けている。
- 準絶滅危惧（NT） - 滋賀県
- 地帯別危惧（RT) - 埼玉県